# Khamtis
Els khamtis són una ètnia muntanyesa d'origen shan que viu al nord-est d'Assam, est d'Arunachal Pradesh i a la divisió de Sagaing a Birmània, fins a l'estat Katxin. El seu nombre es calcula actualment en uns quinze mil dels que un terç viuen a Birmània. Emparentats als khamtis hi ha quatre grup tribals: Kamjangs, Aitonies, Pani Nores i Phakials; són considerats d'estatus inferior sense dret a prendre esposes khamtis si bé aquestos si que es poden casar amb les seves dones.
Les seves cases es construeixen sobre plataformes sent la més gran la del cap. Els homes i les dones porten sovint els vestits nacionals: jaqueta de cotó i faldilla del tipus escocès amb quadres, pels homes, i les dones un vestit blau lligat sota els braços fins als turmells, amb jaqueta sobre. Tant homes com dones són forts i robustos 
Són de religió budista del corrent Theravada encara que la major part no són vegetarians (però no mengen vaca) i beuen licors (excepte els sacerdots). El monestir o Bapuchang, és una casa gran al poble cuidat per dues persones, el titular i una que es prepara per ser el seu successor, que reben el menjar diàriament de les dones del poble; la decoració interior és del tipus clàssic budista; els sacerdots, anomenats thomons, porten el cap rapat i la clàssica roba groga. Disposen d'alguns llibres sagrats. celebren el naixement de Sidharta Gautama (al que anomenen Kodoma) en dijous; les seves celebracions coincideixen amb la lluna plena. El poble sovint adora a Buda i a deïtats hindús com Debi o Durga; no obstant les deïtats hindús tenen els seus propis sacerdots anomenats pomus.
La seva llengua és el Lik-Tai i la seva escriptura ha estat adoptada del shan.